# 倪潤
倪潤（1513年—？），字伯雨，大河衛軍籍，直隸蘇州府常熟縣人，明朝政治人物。

## 生平
嘉靖二十二年（1543年）癸卯科應天鄉試第二十九名舉人，二十三年（1544年）中式甲辰科會試第二百五十八名，三甲第三十七名進士。授南城縣知縣，以卓異入覲，考天下第一，升南京工部虞衡司主事，監龍江關及蕪湖關稅，升南京工部都水司員外郎，丁憂歸，卒於家。

## 家族
曾祖倪能；祖父倪玉；父倪和，母楊氏。嚴侍下。弟倪瀾。